# خواطر 6
برنامج خواطر 6 أو خواطر ستة برنامج تعليمي ديني من تقديم أحمد الشقيري. تم عرضه في رمضان عام 1431هـ الموافق 2010م عاد الداعية أحمد الشقيري في الجزء السادس ليقدم نصيحة إلى الشباب العربي بأسلوب بسيط وميسر ليساعدهم على فهم الدين بسهولة في مدة لا تزيد عن خمس دقائق. الإحسان أعلى مرتبة أخلاقية يصل إليها البشر. هذا ما اتخذه الشقيري كشعار للبرنامج حيث أنه يرى أن ندرة الإحسان في وقتنا الحالي من الأسباب الرئيسية لظهورالفارق الكبير بين الأمة الإسلامية وما يحدث فيها من ثورات وقتال من أجل الحياة بشرف وكرامة في مواجهة الطغيان، وبين الغرب وكيفية مواكبته في وقتنا الحالي.
فيرى أن الإحسان في كل شيء حتى اللعب يسمو بالنفس البشرية إلى أعلى المراتب وفي هذا الجزء إتجه الشقيري إلى تلك المقارنة لكي يوضح أننا من قبل كنا منارة للعالم أجمع وأن التقدم الكبير للعالم الآخر لن يرجع إلى أسباب عرقية ولكن سببه الرئيسي القيم والمبادئ السامية التي هي أساس الحياة البشرية.
اعتمد الشقيري هذا العام على مقارنة مسلمين اليوم بمسلمين بالأمس وذلك عبر تسليط الضوء على إبداعات المسلمين الفكرية والعلمية والحضارية في عهد الأمويين والعباسيين، ومقارنتها بإنتاج المسلمين اليوم، سواء على مستوى الدول أو الأفراد. وشعاره في خواطر هذا الموسم هو كلمة إحسان أي العمل بأفضل طريقة ممكنة وإبداع وإتقان، معتبراً أن الإحسان مستوى يفوق الإتقان بمراحل كبيرة، وهي التي كانت السبب في التقدم والتطور في العصور الإسلامية الماضية.

## محتوى البرنامج
ظهر الشقيري في الجزء الخامس ليقارن بين العالم العربي واليابان ويعود في الجزء السادس ليكمل سلسلة المقارنات ولكن هذه المرة يقارن بين المسلمين وأنفسهم وللمقارنة بين إبداع المسلمين في الماضي وحال المسلمين اليوم لينقل ماضي المسلمين في العصور الإسلامية الذهبية وأيام العباسيين والأمويين وحياة المسلمين في الأندلس.
لم يكتفِ الشقيري بنقل الماضي فقط بل ينقل خلاله العديد من إبداعات المسلمين والاختراعات القديمة لكنه أيضاً ينقل بعض إبداعات المسلمين في العصر الحاضر ليبين الفرق بين الناس التي استخدمت عقولها بشكل صحيح وبين من أهملوا عقولهم.

### التصوير
تنقل الشقيري بين عدد من الدول لنقل المقارنة في تسع دول مختلفة هي سنغافورة، ماليزيا، تركيا، إسبانيا، بريطانيا، المغرب، مصر، السعودية وأخيراً الإمارات، ليتطرق إلى بعض النماذج الاستثنائية التي لا تزال فاعلة في عصرنا الحالي مسلطاً الضوء على عدد من المخترعين العرب في دول مختلفة. وليقدم بعض النماذج الفعالة عن الماضي الإسلامي المشرق.

### الهدف
يهدف الشقيري من المقارنة إلى تنبيه العالم الإسلامي للكثير من الحقائق التي يتجاهلها والتي منها إن العرب كانوا أصحاب العلم فيما مضى وكانوا الرواد في الكثير من الاختراعات ووضعوا أسس العلوم الحديثة حيث كان العالم العربي وقتها يابان القرون الوسطى الأوروبيا وهي العصر الذهبي الإسلامي. ويسلط الشقيري الضوء أيضاً على إبداعات المسلمين الفكرية والعلمية والحضارية في عهد الأمويين والعباسيين ساعياً إلى مقارنتها بما يفعله المسلمون اليوم سواء على مستوى الدول أو الأفراد. فيقارن الشقيري بين عقول المسلمين في الماضي وعقولهم التي أهملوها اليوم. وأوضح الشقيري أن برنامجه يحتوي العمل الكثير من التاريخ لأنه يريد أن يذكر المشاهد العربي بالحقيقة التي يتجاهلها وهي أننا كنا أصحاب علم والرواد في مختلف العلوم والمعارف وبأن المسلمين هم من وضعوا أسس معظم العلوم الحديثة.

## إحسان
أثبت أحمد الشقيري قدرته على الاستفادة من تجاربه السابقة ومن النقد ليخرج خواطر بصورة أحسن تقويماً موسماً بعد آخر. والإحسان كمفهوم وقيمة مفتقدة في ثقافتنا يتكرر كثيراً في خواطر السادس ويشكل إحدى مفردات شعاره وتوظف كلمة «الإحسان» كفلاش منبه كلما وضح فعل إحسان التقطه البرنامج للمسلمين السابقين أو خلال عرضه لبعض المنجزات التقنية أو الحضارية في الدول العربية والإسلامية التي صور فيها.

### الوعظ بالصدمة
وإن كان البرنامج لا يزال يدور في فلك الوعظ بالصدمة وهو أسلوب بدأه خواطر العام الماضي وما زال سائراً على نهجه برغم اختلاف طرق التناول هذا العام. وكما وجد خواطر منفذاً للخروج من الوعظ النمطي التقليدي. يؤكد خواطر 6 على إحياء فكر النهضة باستلهام الماضي وربط الأجيال الشابة بوشائج وثيقة مع تاريخها وتجديد الصلة المعرفية بالتراث لا فرض قطيعة معه. فيما لم يغفل البرنامج أهمية الانفتاح على الآخر ورفض الانكفاء على الذات. وأقر الشقيري أنه اقترف عدة أخطاء في برنامجه هذا العام خاصة عندما تحدث عن مسجد أيا صوفيا في تركيا حين اعتبر قيام المسلمين بتحويله من كنيسة إلى مسجد تخلفاً ما أثار غضب المشاهدين وقاموا بمهاجمته في المنتديات.

## صدى البرنامج

### خواطر في الإمارات
استطاع برنامج خواطر أن يحقق نجاحاً كبيراً في الإمارات في عامه السادس وأن يصبح البرنامج الرمضاني المفضل لدى المشاهدين الإماراتيين بديلاً من المسلسل الكرتوني شعبية الكرتون حيث جذب نسبة كبيرة منهم سواء أكانوا أطفالاً أم شباباً أم حتى كباراً. مع الاختلاف الشاسع بين البرنامجين واختلاف الهدف في كل برنامج ورغم أنهما يذاعان في التوقيت نفسه فإن الإماراتيين بدلاً من أن يشاهدوا برنامج شعبية الكرتون الذي كانوا يتابعونه منذ ثلاث سنوات فضلوا برنامج خواطر.
واستطاع برنامج خواطر أن يجذب الإماراتيين في الحلقة الرابعة منه والتي تضمنت مقارنة بين مترو دبي ووسائل المواصلات في البلدان العربية الأخرى ومنذ تلك الحلقة ما زال الإماراتيون يتابعون خواطر الشقيري بشكل مستمر لأنهم وجدوا أن ذلك البرنامج له أفكار وقيم كبيرة يسعى إلى طرحها على المشاهدين وإصلاح ما يعتقدونه من أفكار خاطئة وتصويب رؤيتهم عن بعض القضايا المغلوطة إضافة إلى حثهم على التحلي بصفات أصيلة غابت عن المجتمع العربي لفترة طويلة. ويمكننا القول إن خواطر الشقيري سحبت البساط من برنامج شعبية الكرتون.

## قائمة الحلقات
| رقم الحلقة في البرنامج | رقم الحلقة في الموسم | عنوان الحلقة              | تاريخ البث لأوّل مرة           |
| ---------------------- | -------------------- | ------------------------- | ----------------------------- |
| 152                    | 1                    | «أهلاً وسهلاً»              | 1 رمضان 1431 - 11 أغسطس 2010  |
| 153                    | 2                    | «البيمارستان»             | 2 رمضان 1431 - 12 أغسطس 2010  |
| 154                    | 3                    | «الأنيق في المناجيق»      | 3 رمضان 1431 - 13 أغسطس 2010  |
| 155                    | 4                    | «عندك قمرة ؟»             | 4 رمضان 1431 - 14 أغسطس 2010  |
| 156                    | 5                    | «مافي عذر»                | 5 رمضان 1431 - 15 أغسطس 2010  |
| 157                    | 6                    | «المسافر يُعان ولا يُهان»   | 6 رمضان 1431 - 16 أغسطس 2010  |
| 158                    | 7                    | «نظافة زمان»              | 7 رمضان 1431 - 17 أغسطس 2010  |
| 159                    | 8                    | «الكل شريك في التغيير»    | 8 رمضان 1431 - 18 أغسطس 2010  |
| 160                    | 9                    | «كم نوع مهلبيّة ؟»         | 9 رمضان 1431 - 19 أغسطس 2010  |
| 161                    | 10                   | «رولكس المسلمين»          | 10 رمضان 1431 - 20 أغسطس 2010 |
| 162                    | 11                   | «مساجد غير»               | 11 رمضان 1431 - 21 أغسطس 2010 |
| 163                    | 12                   | «من أبسط حقوق الإنسان»    | 12 رمضان 1431 - 22 أغسطس 2010 |
| 164                    | 13                   | «فشار»                    | 13 رمضان 1431 - 23 أغسطس 2010 |
| 165                    | 14                   | «أوتش موتش»               | 14 رمضان 1431 - 24 أغسطس 2010 |
| 166                    | 15                   | «الحج بإحسان»             | 15 رمضان 1431 - 25 أغسطس 2010 |
| 167                    | 16                   | «الفرع من الفراغ»         | 16 رمضان 1431 - 26 أغسطس 2010 |
| 168                    | 17                   | «65 وضوء ولا استحمام»     | 17 رمضان 1431 - 27 أغسطس 2010 |
| 169                    | 18                   | «العلم النافع»            | 18 رمضان 1431 - 28 أغسطس 2010 |
| 170                    | 19                   | «الحسبة»                  | 19 رمضان 1431 - 29 أغسطس 2010 |
| 171                    | 20                   | «شكراً ماليزيا»            | 20 رمضان 1431 - 30 أغسطس 2010 |
| 172                    | 21                   | «التعايش»                 | 21 رمضان 1431 - 31 أغسطس 2010 |
| 173                    | 22                   | «جزيرة الزبالة»           | 22 رمضان 1431 - 1 سبتمبر 2010 |
| 174                    | 23                   | «التربية بإحسان»          | 23 رمضان 1431 - 2 سبتمبر 2010 |
| 175                    | 24                   | «الحكومة في خدمة الشعب»   | 24 رمضان 1431 - 3 سبتمبر 2010 |
| 176                    | 25                   | «القراءة للمرة الـ1000»   | 25 رمضان 1431 - 4 سبتمبر 2010 |
| 177                    | 26                   | «من هو الزهراوي ؟»        | 26 رمضان 1431 - 5 سبتمبر 2010 |
| 178                    | 27                   | «إحسان سنغافورة وماليزيا» | 27 رمضان 1431 - 6 سبتمبر 2010 |
| 179                    | 28                   | «السباق»                  | 28 رمضان 1431 - 7 سبتمبر 2010 |
| 180                    | 29                   | «الوضوء بدون جزمة»        | 29 رمضان 1431 - 8 سبتمبر 2010 |
| 181                    | 30                   | «منوعات وختام»            | 30 رمضان 1431 - 9 سبتمبر 2010 |

## وصلات خارجية
- صفحة برنامج خواطر 6 على موقع الإم بي سي. (الصفحة الرسمية).